# Choć nie widać na zewnątrz
Choć nie widać na zewnątrz – szósty singel polskiego rapera White’a 2115 z jego szóstego albumu studyjnego, zatytułowanego Rockst4r, powstały przy gościnnym udziale polskiego rapera Bedoesa. Singel został wydany 14 listopada 2024.

## Geneza utworu i historia wydania
Utwór napisali i skomponowali Sebastian Czekaj, Borys Przybylski, Kacper Budziszewski i Jakub Salepa, który również odpowiada za produkcję utworu. 
Singel ukazał się w formacie digital download 14 listopada 2024 w Polsce wydaniem własnym w dystrybucji Sony Music Entertainment Poland. Piosenka została umieszczona na szóstym albumie studyjnym White’a 2115 – Rockst4r.

## Teledysk
Do utworu powstał teledysk w reżyserii Igora Leśniewskiego, który udostępniono 15 listopada 2024 za pośrednictwem serwisu YouTube.

## Lista utworów
- Digital download[2]

1. „Choć nie widać na zewnątrz” – 2:44

## Notowania

### Pozycje na listach sprzedaży
| Kraj   | Lista (2024)             | Najwyższa pozycja |
| ------ | ------------------------ | ----------------- |
| Polska | Billboard Poland Songs   | 5                 |
| Polska | OLiS – single w streamie | 15                |